# Centaurworld
Centaurworld (zu Deutsch: Kentaurwelt) ist eine US-amerikanische Musical-Animationsserie des Streamingdienstes Netflix, wo sie Premiere am 30. Juli 2021 hatte. Sie stammt von Megan Nicole Dong, welche ebenfalls die Originallieder für die Serie komponierte. Die zweite Staffel erschien am 7. Dezember 2021.

## Handlung
Centaurworld erzählt die Geschichte des weiblichen Kriegspferdes (genannt „Pferd“) einer Reiterin, das durch ein Artefakt von seiner eigenen durch Krieg zerstörten Welt in die Centaurworld transportiert wird, in der jedes Wesen ein Kentaur verschiedener Spezies ist. Mit der Unterstützung einer kleinen Herde – ein Alpaka, Zebra, eine Giraffe und Gerenuk sowie ein Vogel – versucht Pferd, einem Regenbogenpfad folgend, indem sie von Schamanen Stücke eines Schlüssels erlangt, einen Weg zurück in ihre eigene Heimat zu finden und ihre Reiterin wiederzusehen. In der Kluft, dem weißen Zwischenraum der beiden Welten, treffen Pferd und Reiterin wieder zusammen, aber dabei wird auch der dort eingesperrte König von Nirgendwo befreit, ein Elchmonster umgeben von schwarzem Schleim, den sie zwar zunächst aufhalten, aber nicht töten können.
Aufgrund der Gefahr, dass er zurückkehren und sich eine Armee von Minotauren schaffen wird, wird beschlossen, dass die Reiterin in ihrer Welt und Pferd in der Centaurworld jeweils eine Armee zusammenstellen sollen, sodass Pferd versucht, die Zentaurengruppen zu rekrutieren und zusammenzubringen. Währenddessen entdeckt Pferd auch ihre Magie, die Vorgeschichte anderer Figuren sehen zu können. Als am Ende Pferds Armee und die des Königs von Nirgendwo gegenüberstehen, tritt Pferd, bevor die Armee des Generals erscheint, in die Vorgeschichte des Königs von Nirgendwo: ursprünglich ein Elchzentaur, der in eine Menschenfrau verliebt war, trennte er durch Magie sich in einen Elch und einen Menschen, der zum General wurde. Von diesem verraten und eingesperrt wurde der Elch zum König von Nirgendwo. Weil sie verbunden sind, können der General und der König von Nirgendwo nur zusammen sterben. Nachdem dies geschieht und die böse Armee besiegt ist, wird Pferd zur Schamanin als Expertin zwischen den beiden Welten gemacht.

## Synchronisation
| Charakter                | Spezies         | Originalstimme              | Deutsche Synchronisation |
| ------------------------ | --------------- | --------------------------- | ------------------------ |
| Pferd                    | Pferd           | Kimiko Glenn                | Rubina Nath              |
| Reiterin                 | Mensch          | Jessie Mueller              | Anne-Catrin Märzke       |
| Herde (Zentauren)        |                 |                             |                          |
| Wammawink                | Alpaka          | Megan Hilty                 | Christin Marquitan       |
| Glenndale                | Giraffengazelle | Megan Nicole Dong           | Giovanna Winterfeldt     |
| Durpleton                | Giraffe         | Josh Radnor                 | Armin Schlagwein         |
| Zulius                   | Zebra           | Parvesh Cheena              | Christopher Brose        |
| Ched                     | Fink            | Chris Diamantopoulos        | Martin Schubach          |
| Schamanen (Zentauren)    |                 |                             |                          |
| Waterbaby                | Flusspferd      | Renée Elise Goldsberry      | Zodwa Selele             |
| Big Tree und Little Tree | Bäume           | Johanna und Klara Söderberg | Julia Berger             |
| Richterin Jacket         | Maulwurf        | Santigold                   | Denise Gorzelanny        |
| Johnny Teatime           | Kätzchen        | Adewale Akinnuoye-Agbaje    | Claudio Maniscalco       |
| Waltaur                  | Wal             | Rosalie Craig               | Anita Hopt               |
| Andere Zentauren         |                 |                             |                          |
| Gebbrey                  | Baum            | Carl Faruolo                | Rainer Fritzsche         |
| Bärtaur                  | Bär             | David Johansen              | Kevin Kraus              |
| Gemütlicher Doug         | Maulwurf        | Flula Borg                  | Lutz Schnell             |
| Splendib                 | Katzen          | Fred Armisen                | Christian Gaul           |
| Kale                     | Katzen          | Megan Nicole Dong           | Naemi Simon              |
| Shar                     | Katzen          | Megan Hilty                 | Naemi Simon              |
| Sunfish Merguy           | Mondfisch       | Jamie Cullum                | Dirk Stollberg           |
| Malangella               | Pferd           | Maria Bamford               | Almut Zydra              |
| Malandrew                | Pferd           | Fred Armisen                |                          |
| Mundstück                | Pelikan         | Scott Hoying                | Julien Haggège           |
| Alter Mann               | Vögel           | Grey Griffin                | Anja Rybiczka            |
| Crandy                   | Vögel           | Colleen Ballinger           | Jasmin Arnoldt           |
| Bayden                   | Vögel           | Grey Griffin                | Christian Zeiger         |
| Muskoxtaur               | Moschusochse    | Dee Bradley Baker           | Hanns Jörg Krumpholz     |
| Monster                  | Elch            | Jessie Mueller              | Jana Kozewa              |
| Walrustaur               | Walross         | Jessie Mueller              | Matthias Kunze           |
| Prairiedogtaur           | Präriehund      | Donna Lynne Champlin        | Andrea Solter            |
| Tony Durpleton           | Giraffe         | Tony Hale                   |                          |
| Gurple Durpleton         | Giraffe         | Wendie Malick               |                          |
| Andere Nicht-Zentauren   |                 |                             |                          |
| Pferds Schwanz           | Haare           | Paul F. Tompkins            | Georgios Tzitzikos       |
| Frau                     | Mensch          | Lea Salonga                 | Alexandra Wilcke         |
| König von Nirgendwo      | Elch            | Brian Stokes Mitchell       | Hans Bayer               |
| Stabby                   | Eidechse        | Dee Bradley Baker           |                          |
| General                  | Mensch          | Brian d’Arcy James          | Sven Gerhardt            |

## Episodenliste

### Staffel 1
| Nr. (ges.)                                                               | Nr. (St.) | Deutscher Titel                              | Originaltitel                                              | Regie                     | Drehbuch                          |
| ------------------------------------------------------------------------ | --------- | -------------------------------------------- | ---------------------------------------------------------- | ------------------------- | --------------------------------- |
| 1                                                                        | 1         | Lasst uns den Regenbogenweg gehen            | Hello Rainbow Road                                         | Megan Nicole Dong         | Jen Bardekoff, Dong & Jessie Wong |
| 2                                                                        | 2         | Klein, verletzlich und zart                  | Fragile Things                                             | Jen Bennett               | Minty Lewis                       |
| 3                                                                        | 3         | Der Schlüssel                                | The Key                                                    | Jeremy Polgar             | Jen Bardekoff                     |
| 4                                                                        | 4         | Was du brauchst                              | What You Need                                              | Christina „Kiki“ Manrique | Todd Casey                        |
| 5                                                                        | 5         | Versteckt euch!                              | It’s Hidin’ Time                                           | Katie Shanahan            | Ryan Harer                        |
| 6                                                                        | 6         | Loch: Teil 2                                 | Holes: Part 2                                              | Jen Bennett               | Amalia Levari & Minty Lewis       |
| 7                                                                        | 7         | „Zeig, was du drauf hast“ mit Johnny Teatime | Johnny Teatime's Be Best Competition: A Quest for the Sash | Jeremy Polgar             | Jen Bardekoff                     |
| 8                                                                        | 8         | Fahrt in der Waltaur-Schamanin!              | Ride the Whaletaur Shaman!                                 | Christina „Kiki“ Manrique | Todd Casey                        |
| 9                                                                        | 9         | Die Kluft: Teil 1                            | The Rift: Part 1                                           | Katie Shanahan            | Amalia Levari                     |
| 10                                                                       | 10        | Die Kluft: Teil 2                            | The Rift: Part 2                                           | Jen Bennett               | Aminder Dhaliwal                  |
| Alle Folgen wurden weltweit am 30. Juli 2021 auf Netflix veröffentlicht. |           |                                              |                                                            |                           |                                   |

### Staffel 2
| Nr. (ges.)                                                                  | Nr. (St.) | Deutscher Titel              | Originaltitel              | Regie                                                   | Drehbuch                                    |
| --------------------------------------------------------------------------- | --------- | ---------------------------- | -------------------------- | ------------------------------------------------------- | ------------------------------------------- |
| 11                                                                          | 1         | Horsatia Wighair Beansz?     | Horsatia Wighair Beansz?   | Jeremy Polgar                                           | Jen Bardekoff                               |
| 12                                                                          | 2         | Stille Beobachter            | All Herd All the Terd      | Christina „Kiki“ Manrique                               | Todd Casey                                  |
| 13                                                                          | 3         | Das Buch über die Angst      | My Tummy, Yours Hurts      | Katie Shanahan                                          | Amalia Levari                               |
| 14                                                                          | 4         | Loch: Teil 3                 | Holes: Part 3              | Jen Bennett                                             | Aminder Dhaliwal                            |
| 15                                                                          | 5         | Teambuilding                 | Bunch O' Scrunch           | Jeremy Polgar                                           | Jen Bardekoff                               |
| 16                                                                          | 6         | Die Ballade von Becky Apples | The Ballad of Becky Apples | Christina „Kiki“ Manrique                               | Todd Casey                                  |
| 17                                                                          | 7         | Das große Kriegsfest         | The Hootenanny             | Katie Shanahan                                          | Amalia Levari                               |
| 18                                                                          | 8         | Das letzte Wiegenlied        | The Last Lullaby           | Jen Bennett, Christina "Kiki" Manrique" & Jeremy Polgar | Jen Bardekoff, Todd Casey & Meghan McCarthy |
| Alle Folgen wurden weltweit am 7. Dezember 2021 auf Netflix veröffentlicht. |           |                              |                            |                                                         |                                             |

## Produktion
Netflix bestellte 20 Episoden der Serie im September 2019 von Megan Nicole Dong, die die Idee kreierte und das erste Mal als Showrunnerin und Executive Producer fungierte.

## Veröffentlichung
Centaurworld erschien am 30. Juli 2021 auf Netflix. Der Trailer wurde auf dem virtuellen „Annecy International Animation Film Festival“ im Juni 2021 veröffentlicht.

## Rezeption
Die Serie hat bei Rotten Tomatoes eine Kritikerwertung von 100 % anhand von 7 Kritiken.